# Ectofil·la blanca
L'ectofil·la blanca (Ectophylla alba) és una espècie de ratpenat de la família dels fil·lostòmids i l'únic membre del gènere Ectophylla.
Viu a Hondures, Nicaragua, Costa Rica i l'oest de Panamà, entre el nivell del mar i els 700 metres. Té un pelatge blanc i un nas i unes orelles grogues, és petit, només fa entre 3,7 i 4,7 centímetres de longitud i, com a mínim en part, s'alimenta de fruits.

## Comportament
L'ectofil·la blanca talla els nervis laterals que s'estenen cap a fora del nervi central de les fulles grans de les heliconiàcies fent que es pleguin per formar una mena de tenda. S'aferren de l'arrel d'aquesta tenda en petites colònies de fins a mitja dotzena d'individus, formats per un mascle i un harem de femelles. La tenda els protegeix de la pluja i dels depredadors. A Costa Rica, els investigadors han informat que aquesta espècie només alça el vol quan s'altera la tija principal de la seva tenda, possiblement pel fet que estan ben camuflats. Malgrat els seus refugis són generalment prop del terra, els filtres de la llum solar a través del fulla li donen al seu pelatge blanc un color verdós. Això els oculta gairebé del tot si romanen quiets. S'ha suggerit que una colònia pot tenir diversos refugis dispersos dins del bosc.
És una de les 15 espècies de ratpenats de l'Amèrica Llatina que es refugien en fulles que utilitzen com a tenda de campanya. Al Vell Món, hi ha tres espècies de ratpenats de l'Índia i del Sud-est asiàtic que se sap que també fan servir aquesta mena de refugis.